# Tigranes VII
Tigranes VII foi um rei da Arménia da dinastia arsácida, do período dividido entre o Império Romano e o Império Sassânida, tendo governado sob o protectorado sassânida entre o ano 339 e o ano 350. Foi antecedido no governo por Cosroes III da Armênia "o Pequeno" e foi sucedido pelo seu filho Ársaces II da Armênia.

## Nome
Tigranes (Tigrānēs; Τιγράνης, Tigránēs) é a forma latina e grega surgida do persa antigo *Tigrana (*Tigrāna) e do acadiano Tigranu (𒋾𒅅𒊏𒉡, Tīgranu). Hračʻya Ačaṙyan propôs que derivou por haplologia de *tigrarāna, supostamente significando "lutar com flechas" (cf. o persa antigo 𐎫𐎡𐎥𐎼𐎠𐎶, ⁠tigrām, “pontiagudo”, acusativo singular feminino), que Ačaṙyan entendeu que derivou do avéstico 𐬙𐬌𐬖𐬭𐬀 (tiγra, "flecha") e sânscrito तिग्म (tigmá, "pontiagudo") e do avéstico 𐬭𐬇𐬥𐬀 (rə̄na, "batalha, luta") e sânscrito रण (raṇa, "batalha")). Ele também comparou o grego antigo Tigrapates (Τιγραπάτης, Tigrapátēs, literalmente “mestre das flechas”) e, para a haplologia, o nome avéstico 𐬬𐬍𐬭𐬁𐬰 (vīrāz) de *vīra-rāz-. J̌ahukyan considerou a explicação improvável. É mais provável que decorra do iraniano antigo Tigrana (*Tigrāna-), uma formação patronímica com o sufixo *-āna- do nome *Tigra (*Tigrā-; lit. “delgado”), refletido no elamita Tigra (𒋾𒅅𒊏, Tīgra) e acadiano Tigra (𒋾𒅅𒊏𒀪, Tīgraʾ), da palavra discutida acima para "pontiagudo". O nome foi tardiamente registrado em armênio como Tigrã (Տիգրան, Tigran).

## Vida
Em algum momento durante seu reinado o xá Sapor  II (r. 309–379) lançou guerra contra o Império Romano e seus aliados, em primeiro lugar, perseguindo os cristãos que viviam na Pérsia e Mesopotâmia. A guerra de Sapor, e a captura de territórios, desferiram um forte golpe no prestígio dos romanos no Oriente. Finalmente, o xá invadiu a Armênia tomando como reféns os membros da família real, inclusive Tigranes, uma vez que foram traídos pelo camareiro de Tigranes. Todos os membros de sua família tornaram-se prisioneiros políticos dos sassânidas e o rei, após ser acusado de conluio com Roma, foi cegado e jogado na prisão.
Os nobres da Armênia, enfurecidos pela brutalidade de Sapor e seu tratamento com a família real armênia, pegaram em armas e lutaram contra ele e seu exército com a ajuda dos romanos. Eles, com sucesso, expulsaram Sapor da Armênia e o forçaram a firmar um tratado no qual libertou Anobes e os demais membros de sua família. Como Tigranes estava deprimido e cegado após sua experiência em cativeiro, ele abdicou o trono e Ársaces II o sucedeu como rei da Armênia em 350.